# Spitak
Spitak (armeniska: Սպիտակ; tidigare, Amamth, Hamamlu) är en stad i norra Armenien, belägen i provinsen Lori, och med en befolkning på 18 237. Stora delar av staden förstördes vid en jordbävning 1988, och återuppbyggdes senare på annan plats. Spitak betyder '"vit" på armeniska.

## Bildgalleri

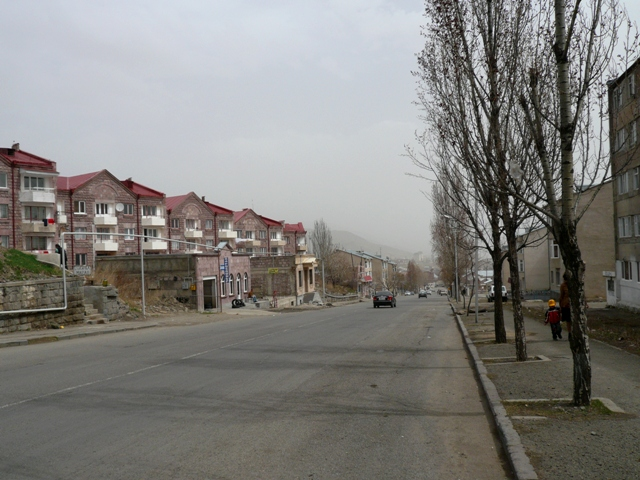
Nyare byggnader
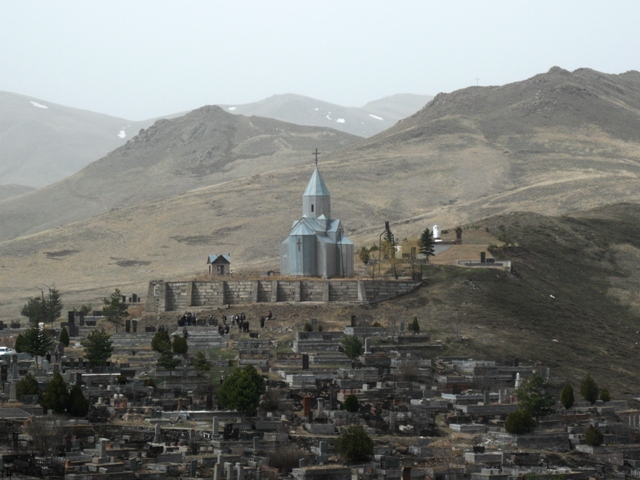
Metalkyrkan